# Giancarlo Pajetta
Giancarlo Pajetta (né le 24 juin 1911 à Turin, mort le 13 septembre 1990 à Rome) est un homme politique et un partisan italien, membre du Parti communiste italien.

## Biographie
(...)